# Barry Hancock
Barry John Hancock (* 30. Dezember 1938 in Hanley; † 10. September 2013) war ein englischer Fußballspieler.

## Sportlicher Werdegang
Hancock schloss sich 1954 als Amateurspieler vom Birches Head RC kommend dem seinerzeitigen Zweitligisten Port Vale an. Zwar unterschrieb er 1957 einen Profivertrag beim mittlerweile in die drittklassige Third Division abgestiegenen Verein, lief jedoch zunächst ausschließlich in der Reservemannschaft auf. Erst am Ende der Spielzeit 1960/61 rückte er in den Kader der ersten Mannschaft auf und kam unter Trainer Norman Low zu seinem Ligadebüt, setzte sich aber nicht dauerhaft durch. Auch unter Lows Nachfolger Freddie Steele, der 1962 die Geschicke übernommen hatte, blieb er nur Ergänzungsspieler. Nach 21 Ligaeinsätzen für die „Valiants“ wechselte er 1964 zu Crewe Alexandra, das in die Fourth Division abgestiegen war. Auch hier war er kein Stammspieler, so dass er später in den Non-League Football zu den Stafford Rangers weiterzog.
Hancock war zeitlebens Port Vale als Anhänger verbunden, zeitweise verteilte er im Vale Park Programmhefte.